# Netflix and chill

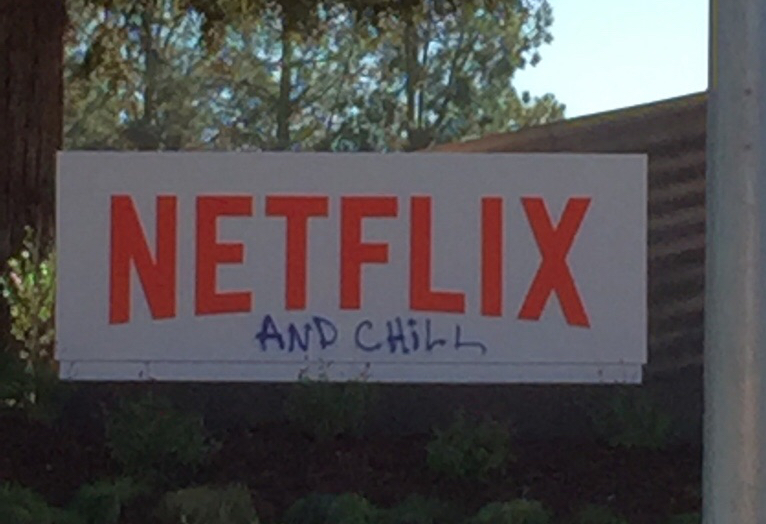
Знак із логотипом Netflix перед штаб-квартирою компанії в Лос-Гатосі з доповненим підписом «and chill»

«Netflix and chill» — сленговий інтернет-термін, що використовується як евфемізм для сексуальної активності як частини романтичного кохання, випадкового сексу або запрошення від ґруппі. З моменту свого першого несексуального вживання у твіті, опублікованому 2009 року, фраза набула популярності в спільноті Twitter та інших соціальних мережах, як-от Facebook і Vine. До 2015 року фраза стала інтернет-мемом, тоді як телеканал Fusion заявив, що при використанні серед підлітків у соціальних мережах вона зазвичай має сексуальний контекст.

## Історія

### Поява
| NoFaceNina  | Twitter |
| @nofacenina |         |

англ. I'm about to log onto Netflix and chill for the rest of the night.
21 січня 2009
Перше використання фрази «Netflix and chill» було виявлено в дописі від користувача «NoFaceNina» (справжнє ім'я — Ла Шанда Рене Фостер) у Twitter 21 січня 2009 року. У ньому йшлося: «Я збираюся зайти на Netflix і розслаблятися решту ночі». Раннє вживання фрази не мало сексуального контексту й означало лише перегляд потокового онлайн-сервісу, зазвичай, на самоті. До 2013 року популярність Netflix у США значно зросла — сервіс здобув мільйони передплатників — що збільшило дієслівне використання бренду й цієї фрази як самостійного складеного іменника.
Вважається, що евфемістичний характер фрази було визначено в середині 2014 року, а до кінця року вона поширилася по всій спільноті чорношкірих користувачів Twitter, оскільки в багатьох випадках «chill» стало вживатися в лапках. У квітні 2015 року в словнику Urban Dictionary з'явилося визначення фрази, у якому йшлося про те, що вона є «кодом для позначення двох людей, які приходять один до одного додому та [вступають у статевий зв'язок] або вчиняють інші дії сексуального характеру». Незабаром цей термін вийшов за межі спільноти чорношкірих користувачів Twitter, ставши інтернет-мемом і привернувши увагу таких видань, як The Guardian та Daily Mirror.

### Вплив
У міру того як фраза стала використовуватися в побуті, водночас з'явилися заходи, продукти та послуги, пов'язані з нею, включно з визнанням із боку самої компанії Netflix.
У вересні 2015 року було створено жартівливий додаток у стилі Tinder для організації сеансів «Netflix and chill». У двох різних університетах студенти планували провести фестивалі «Netflix and chill», причому один із них було скасовано владою, адже вона вирішила, що на ньому буде присутньо занадто багато людей. Під час ярмарку Maker Faire у Нью-Йорку Netflix презентувала прототип великої кнопки під назвою «The Switch», після натискання на яку в домі користувача гасне світло, на мобільному телефоні активується функція «Не турбувати», а Netflix підлаштовується до трансляції, усуваючи більшість факторів, що відвертають увагу. Ця кнопка також була названа «кнопкою „Netflix and chill“». У жовтні підприємиця Корі Вільямс створила й запустила в продаж презервативи під назвою Netflix and Chill. Презервативи були схвалені Управлінням із продовольства й медикаментів США для використання з метою запобігання вагітності та захворювань, що передаються статевим шляхом. У листопаді на знаку із логотипом Netflix біля штаб-квартири компанії в Лос-Гатосі за допомогою аерозольної фарби було нанесено підпис «and chill». У грудні співачка Аріана Ґранде випустила святковий мініальбом Christmas & Chill, назва якого являє собою сезонну варіацію на тему «Netflix and chill».
У січні 2016 року художник Том Галле та компанія ART404 створили в Нью-Йорку кімнату «Netflix & Chill» для оренди на сайті Airbnb. У лютому Netflix опублікувала результати дослідження використання їхнього сервісу серед користувачів, що перебувають у стосунках, які були названі «дослідженням „Netflix and chill“». Результати супроводжувалися серією дописів у соціальних мережах із гештеґом «#DatingWithNetflix», що просували ідею позитивного впливу сервісу на пари. У червні ізраїльська виконавиця Danah випустила на SoundCloud пісню під назвою «Netflix and Chill», яка являла собою жартівливий образ використання цього терміна в масовій культурі. У 2019 році британський репер Fredo випустив пісню «Netflix & Chill».
У січні 2020 року компанія Ben & Jerry's оголосила про випуск нового смаку морозива під назвою «Netflix & Chilll'd».
Фраза також стала основою для назви данського ток-шоу «Stream and Chill» на радіостанції Radio4, яка присвячена потоковому мовленню і телесеріалам. Крім того, німецький сервіс суспільного мовлення Rundfunk Berlin-Brandenburg використовує фразу «RBB and chill» як слоган на своїх білбордах.